# Modropláštník modrofialový
Modropláštník modrofialový (Malurus splendens) je druh malého pěvce z čeledi modropláštníkovitých. V hojných počtech obývá velkou část Austrálie, především pak aridní oblasti. Jsou typičtí výrazným pohlavním dimorfismem, přičemž samci jsou pestře zbarveni v modrých tónech, zatímco samice a mladí jedinci jsou šedohnědí. Uvádí se čtyři až pět poddruhů, jejich klasifikace je však sporná.
Stejně jako ostatní druhy modropláštníků vykazují i modropláštníci modrofialoví zvláštní chování. Jsou totiž sociálně monogamní, ale zároveň i pohlavně promiskuitní, což znamená, že samice a samec tvoří stálý pár, ale zároveň se oba páří se zástupci jiného páru. Zajímavé jsou i jejich námluvy, kdy samci sbírají fialové a růžové okvětní lístky květin, které pak ukazují samicím.
Oproti příbuzným modropláštníkům nádherným (Malurus cyaneus) se modropláštníci modrofialoví nedokázali přizpůsobit lidské činnosti a z některých urbanizovaných oblastí zcela vymizeli. Přesto je jejich populace stále hojná a dle Mezinárodního svazu ochrany přírody je tak tento druh klasifikován jako málo dotčený (LC).

## Taxonomie

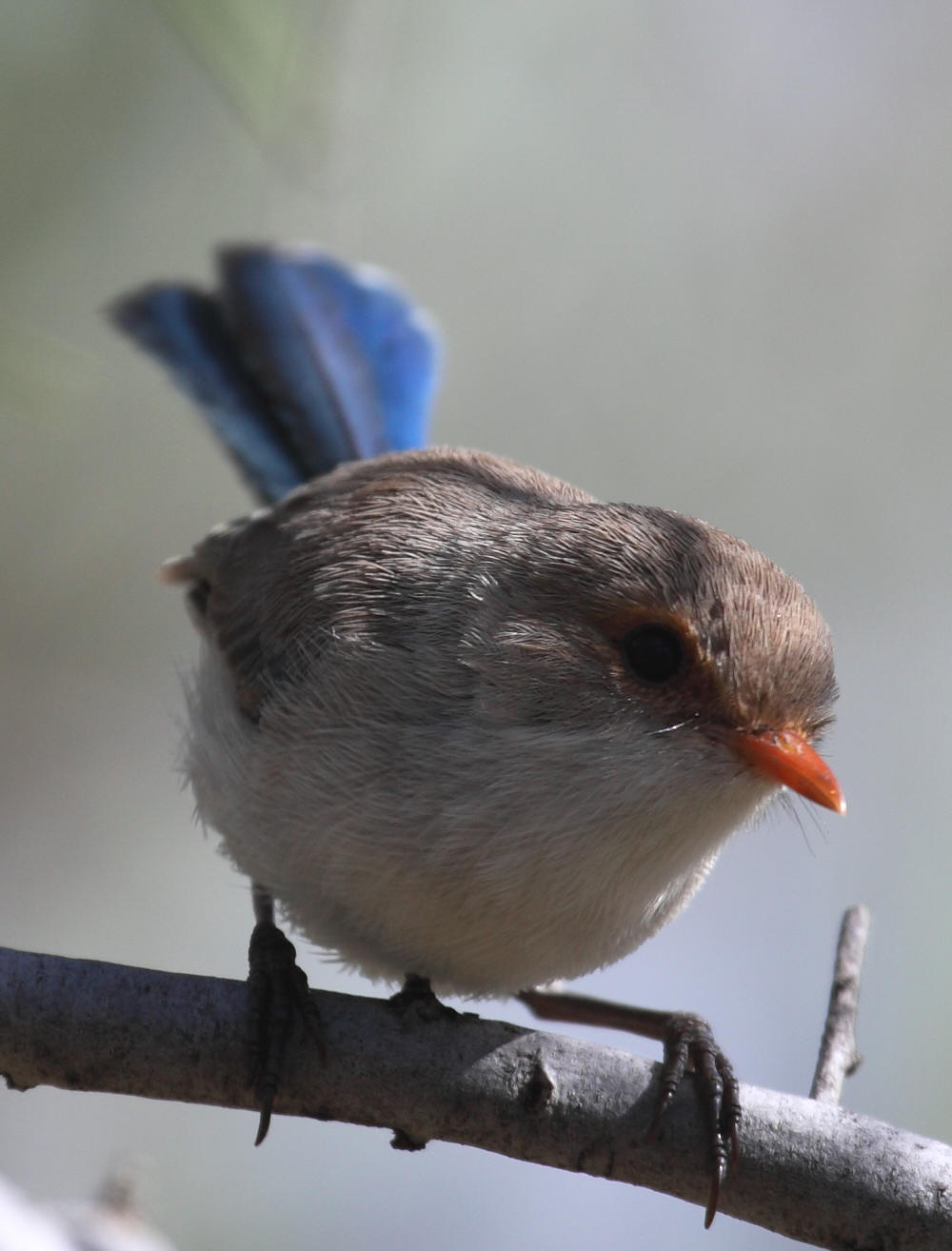
Dospělá samice

Modropláštník modrofialový je jeden z jedenácti druhů rodu Malurus, v češtině uváděného jako modropláštník. Všechny druhy se vyskytují v Austrálii a na Nové Guineji.
V rámci rodu Malurus jsou jejich nejbližšími příbuznými modropláštníci nádherní (Malurus cyaneus) a dále také modropláštníci korunkatí (Malurus coronatus).
Tento druh byl poprvé popsán dvojící francouzských zoologů J. R. C. Quoyen a J. P. Gaimardem roku 1830. V knize Voyage de la corvette l'Astrolabe amadinu rudouchou uvedli pod binomickým názvem Saxicola splendens. Popis byl založen na exempláři z oblasti nedaleko města Albany v Západní Austrálii, zvané King George Sound. O tři roky později tyto ptáky uvedl ve své publikaci i John Gould, ale pod binomickým názvem Malurus pectoralis.
Příbuznost modropláštníků byla mnoho let pro ornitology velkou neznámou. Byli zařazeni mezi lejskovité (Muscicapidae), následně mezi pěnicovité (Sylviidae) a až roku 1975 vznikla čeleď modropláštníkovití (Maluridae).
Analýzy DNA odhalily, že tato čeleď je blízce příbuzná s čeledí kystráčkovitých (Meliphagidae) a také s pardaloty (Pardalotus). V roce 2017 pak proběhla genetická studie, na základě které bylo určeno, že se od sebe oddělily druhy modropláštník modrofialový a modropláštník nádherný zhruba před čtyřmi miliony lety. Tito předci se asi o tři miliony let dříve oddělili od linie, která dala vzniknout modropláštníkům bělokřídlým (Malurus leucopterus), rudohřbetým (Malurus melanocephalus) a běloramenným (Malurus alboscapulatus).

### Poddruhy
Zpočátku byly tři ze jmenovaných poddruhů považovány za samostatné druhy, vzhledem k tomu, že se jednotlivé populace vyskytovaly v různých oblastech, V současné době se uvádí čtyři až pět poddruhů.
- Malurus splendens callainus Gould, 1867
- Malurus splendens emmottorum Schodde & Mason, 1999
- Malurus splendens melanotus Gould, 1841
- Malurus splendens musgravi Mathews, 1922
- Malurus splendens splendens (Quoy & Gaimard, 1832)

## Popis
Modropláštníci modrofialoví jsou malí ptáci s délkou těla zhruba 14 cm. Podobně jako u ostatních druhů modropláštníků, i zde je patrný výrazný pohlavní dimorfismus. Během období hnízdění mají totiž samci takzvaný svatební šat. Ten je výrazné modrý až fialově zbarvený. Čelo bývá světle modrý, hrdlo fialové a křídla mají sytou tmavě modrou barvu s černými okraji. Hrudník je světle modrý, podobně jako čelo. Zobák samců je černý. Od očí se jim táhne bílá páska až do týlu hlavy.
Prostý šat dospělců a mladí samci před prvním hnízděním jsou z větší části hnědí, s několika modrými pírky na křídlech a namodralým ocasem. Jsou tak podobní samicím, rozdílný je jen kaštanový zobák, který mají pouze samice. Samci získají své typické zbarvení během prvního období hnízdění od svého narození, ke zdokonalení barvy může docházet ještě při přepeřování následující rok nebo dva.
Obě pohlaví přepeřují na podzim po období hnízdění. Během něj samci přijdou o svatební šat a nahradí jej šat prostý. Do svatebního šatu pak znovu přepeřují v zimě nebo na jaře.

## Výskyt

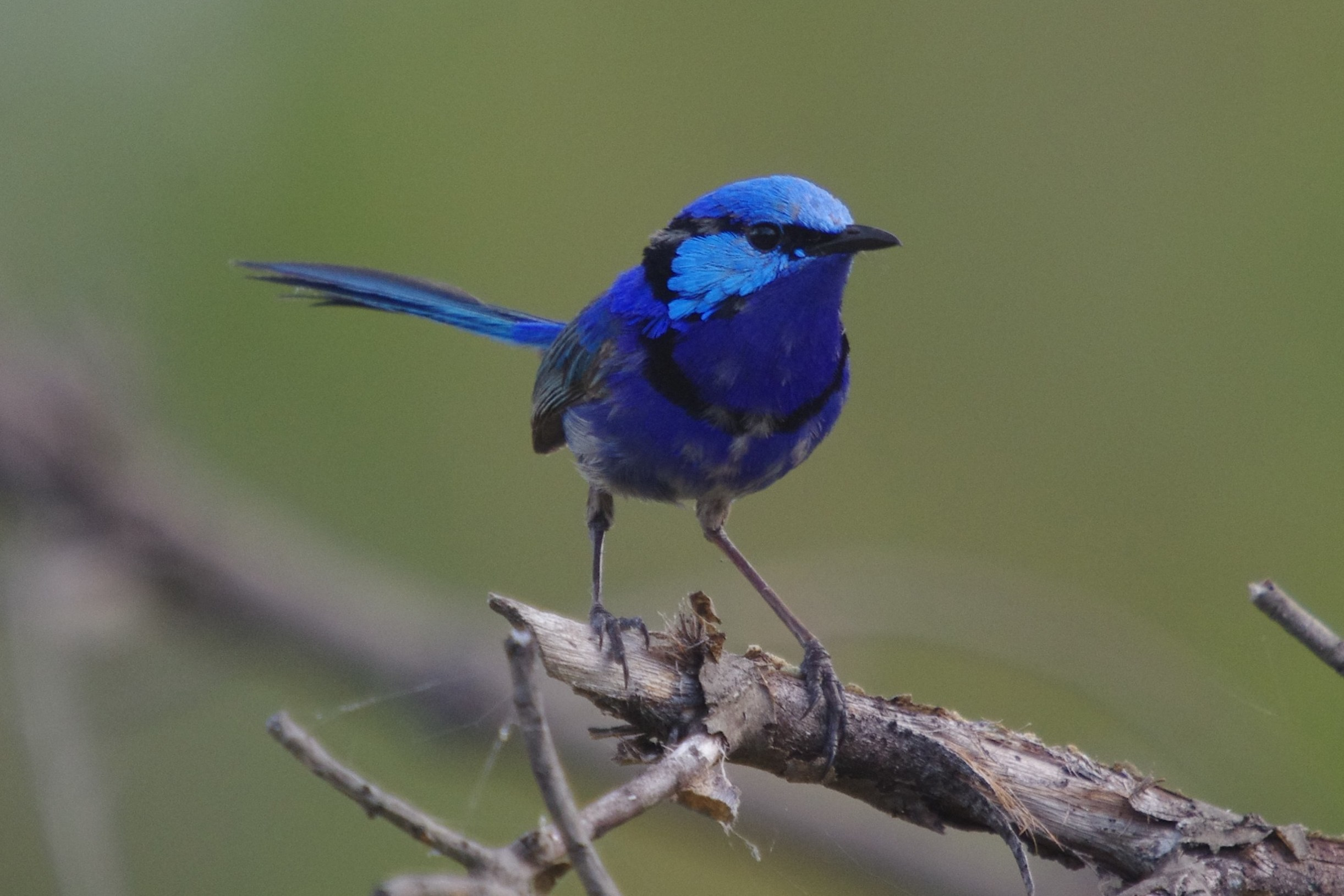
Dospělý samec

Tito pěvci obývají především suché oblasti Austrálie s řídkým porostem keřů. Konkrétní geografická oblast se pak liší dle jednotlivých poddruhů. Poddruhy se také liší způsobem života: zatímco nominální Malurus splendens splendens a Malurus splendens melanotus se po celý život zdržují víceméně na stejném místě, Malurus splendens musgravi jsou částečně migrující.
Na rozdíl od modropláštníka nádherného (Malurus cyaneus) se tento druh nedokázal přizpůsobit urbanizaci a proto z některých nově zalidněných míst zmizel. Populaci škodí i rozšiřování porostů blahovičníků (Eucalyptus) a borovic (Pinus), protože vede k vymizení keřových porostů, ne kterých běžně sídlí.

## Chování
Modropláštníci modrofialoví jsou aktivní a neposední pěvci, které lze pozorovat především na otevřených prostranstvích a v oblastech s řídkými keřovými porosty. Jsou velmi dobrými letci, patrně i obratnější, než je zbytek modropláštníků. Pomáhá jim v tom dlouhé ocasní peří, sloužící pro udržování rovnováhy, a krátká kulatá křídla, která se hodí hlavně ke krátkým přeletům.
Žijí ve skupinkách po dvou až osmi členech na vlastním teritoriu. Toto teritorium má rozlohu zhruba 11 akrů, přičemž v oblastech s hustší porostem může být spíše menší. V případě více samců ve skupině zase rozloha teritoria roste.
Modropláštníci jsou sociálně monogamní, ale zároveň i pohlavně promiskuitní, což znamená, že samice a samec tvoří stálý pár, ale zároveň se oba páří se zástupci jiného páru. Vzájemně si pak vypomáhají i při krmení svých mladých. Jejich hnízda ohrožuje řada predátorů, jde především o ledňáky obrovské (Dacelo novaeguineae), pištce (Colluricincla) a různé druhy flétňáků, například flétňáky australské (Gymnorhina tibicen).
Jedná se o hmyzožravce. Na jejich jídelníčku jsou různé druhy mravenců, kobylek a cvrčků. Někdy je doplní i malým množstvím semínek a ovoce.